# Santa Rita (Pampanga)
Santa Rita (Bayan ng Santa Rita) är en kommun i Filippinerna. Kommunen ligger på ön Luzon, och tillhör provinsen Pampanga. Folkmängden uppgår till 32 780 invånare.
Santa Rita är indelat i 10 barangayer.